# العالم يغني (برنامج)
العالم يغني برنامج موسيقي من تقديم حمدية حمدي، كان يقدم كل يوم أحد الساعة الثامنة مساءً على التليفزيون المصري في ثمانينات وتسعينيات القرن العشرين، وكان يعد نافذة إطلال على أحدث وأشهر
الأغاني العالمية بلغات مختلفة، مع ترجمة له
ا.